# Język komoryjski ngazidża
Język komoryjski ngazidża (ngazidja, shingazidja) – wariant języka komoryjskiego, którym posługuje się ok. 300 tys. rdzennej ludności wyspy Wielki Komor, a także około 8000 osób na Madagaskarze i 4000 na Reunionie.